# Johann von Vlatten
Johann von Vlatten (* um 1498; † 11. Juni 1562 in Düsseldorf) war ein deutscher Humanist, Politiker und Kanoniker.

## Herkunft und Ausbildung
Johann von Vlatten stammte aus der einflussreichen Ministerialenfamilie von Vlatten/Scheiffart v. Merode mit umfangreichen Besitzungen im Herzogtum Jülich.
Sein Geburtstag ist unbekannt. Aus dem Ablauf seiner Studien und dem Antritt seines ersten bzw. zweiten Kanonikats ist das Jahr 1498 als wahrscheinliches Geburtsjahr abgeleitet worden. Er starb am 11. Juni 1562 in Düsseldorf.
Als einer von vier Söhnen schlug er früh eine geistliche Laufbahn ein und erhielt mit knapp 17 Jahren sein erstes Kanonikat.
1516 schrieb er sich bei der Artistenfakultät der Universität zu Köln ein. In dieser Zeit wurde dort heftig über den Humanismus diskutiert und die sogenannten Dunkelmännerbriefe karikieren die Kölner Gelehrtenwelt. Auch Erasmus von Rotterdam war zu dieser Zeit gelegentlich in Köln und nahm persönlich oder brieflich Anteil daran. Wahrscheinlich ist eine Bekanntschaft Johanns sowohl mit Erasmus sowie mit Konrad Heresbach, der um 1520 dort ebenfalls studierte. Seit Beginn der 1520er-Jahre studierte Vlatten zusätzlich noch Jura. Er verließ 1521 die Kölner Universität, um seine Studien in Orleans, Paris und Freiburg fortzusetzen.
Finanziell war er durch Herzog Johann III. mit mehreren geistlichen Pfründen abgesichert und so an den bergisch-märkischen Hof gebunden. Unter anderem besetzte Vlatten die Propsteien von Kranenburg (1521–1562), Xanten (1536–1543), St. Marien in Aachen (1541–1562) und Kerpen (1544–1562).

## Im Dienst der Herzöge von Jülich-Berg und Kleve
Vlatten wurde im Winter 1523/24 von Herzog Johann III. zum herzöglichen Rat ernannt und ging an den jülich-bergischen Hof. In dieser Zeit berief Herzog Johann III. – möglicherweise unter Vermittlung oder auf Empfehlung Vlattens – Konrad Heresbach als Erzieher des Erbfolgers Wilhelm V. (1516–1592) an seinen Hof im Herzogtum Kleve. Auch in dieser Position pflegte der „Erasmus-Intimus“ (Tobias Arand) Johann von Vlatten einen regen Briefwechsel mit Erasmus von Rotterdam und bemühte sich in den 1520er Jahren sehr um eine Umsiedlung des Erasmus an den Niederrhein.
1525 zog Johann von Vlatten zusammen mit dem etwas jüngeren Heresbach-Schüler und späteren Richter am Reichskammergericht, Caspar Schober, für ca. 2 Jahre zu weiteren Studien nach Bologna.
Für seinen Landesherren übernahm er auch diplomatische Aufgaben und war hin und wieder mit dem Kanzler Johann Ghogreve in dienstlicher Mission zu Reichstagen und bei Religionsgesprächen unterwegs. Seit etwa 1530 fungierte Vlatten als Ghogreves Vizekanzler; Simon Reichwein (1501–1559) nannte ihn 1530 in einem Brief an Erasmus von Rotterdam den „fidum Achatem“ („getreuen Achates“).
Nach dem Tod des Kanzlers Ghogreve (1554) wurde Vlatten bleibender Kanzler am Hof von Jülich-Berg, zuständig für die Aufsicht über die Kirchenvisitationen, sowie Propst in Aachen. Zudem hat er die jülich-bergischen Kirchenordnungen von 1532 und 1533 mit ausgearbeitet und war schon zu Zeiten seiner „Vizekanzlerschaft“ einer der Einflussreichsten am Hofe Herzog Wilhelm V., genannt „der Reiche“.

## Via-Media-Politiker
Bis zu seinem Tod und – durch die Weichenstellungen bei personellen und inhaltlichen Fragen – darüber hinaus hat er, der klare Parteigänger des Erasmus, durch seine theologischen und juristischen Kenntnisse der herzöglichen Kirchenpolitik eine (zwischen Protestantismus und Katholizismus) ausgleichende und zugleich humanistische Prägung hinsichtlich der Notwendigkeit einer kirchlichen Reform geben können. Durch seine politische Tätigkeit und seine Briefe „verkörpert er den Prototypen des via-media-Politikers“ (Eckehard Stöve).

## Würdigung
Vlattenstraße in Düsseldorf (kreuzt die Gogrevestraße).